# Hardi (1750)
Pour les articles homonymes, voir Hardi.
Le Hardi  est un navire de ligne français, en service de 1750 à 1786.

## Histoire
Construit en 1748, le Hardi est engagé au combat pendant la guerre de Sept Ans. Il quitte Rochefort en mars 1757 avec la corvette Jacinthe et gagne la Martinique le 13 mai 1757. Incorporé à l'escadre de l'amiral du Chaffault, il participe au siège de Louisbourg et au combat du 27 octobre 1758 au large d'Ouessant.
En 1778, le Hardi est de nouveau engagé au combat pendant la guerre d'indépendance américaine. Le navire quitte Toulon le 16 juillet, sous les ordres de Le Roy de La Grange et rejoint l'escadre sous Louis de Fabry. Le 20 juin 1780, il quitte Toulon pour rejoindre l'escadre du contre-amiral de Beausset et participer au siège de Gibraltar.
En avril 1781, le vaisseau, alors commandé par le capitaine de Silans, est intégré à l'escadre de La Motte-Picquet. Le 25 avril, cette escadre sort de la rade de Brest et le 2 mai, elle rencontre un convoi anglais chargé du butin pris lors de la conquête par l'amiral Rodney de l'île néerlandaise de Saint-Eustache, le 3 février. Les deux vaisseaux d'escorte du commodore Hotham prennent la fuite et vingt-deux navires marchands sont capturés par les Français. Après ce succès, La Motte-Picquet regagne Brest et s'embarque sur Le Terrible pour rejoindre la flotte espagnole de Luis de Córdova à Cadix. Le Hardi met les voiles le 28 juin pour se joindre à l'expédition, mais il doit retourner à Brest le 7 septembre, où il est désarmé. 
Le futur général vendéen, François Athanase Charette de La Contrie, alors garde de la Marine, sert sur ce navire entre avril et septembre 1781. 
Au début de 1782, Hardi est envoyé dans l'océan Indien pour renforcer l'escadre de Suffren. Il prend part à la bataille de Gondelour du 20 juin 1783.
À partir de 1786, Hardi est désarmé et utilisé comme bateau-prison à Toulon.